# Памятник Тарасу Шевченко (Ялта)
Памятник Тарасу Шевченко — памятник воздвигнутый в честь украинского поэта, писателя и художника Тараса Шевченко в городе Ялта (Крым), торжественно открытый в 2007 году в городском сквере имени Шевченко.

## История
Памятник был изготовлен в 2005 году по инициативе Всеукраинского благотворительного фонда «Фундация им. Т.Шевченко». Спонсором выступила супружеская пара из Торонто (Канада) доктор Василий Иваницкий и Наталия Бундза.
Автором памятника молодому поэту стал известный украинский скульптор из города Виннипега Лео Мол, который является автором памятников Шевченко в Вашингтоне, Буэнос-Айресе, Санкт-Петербурге.
Монумент был изготовлен в Аргентине из бронзы, его вес 2,5 тонны, высота — 3 метра. Из Аргентины памятник был направлен кораблем в Одессу, затем перевезен в Ялту, где находился на складе около двух лет, пока городские власти подыскивали подходящее место для его установки в центре города. Таким местом стал сквер у цирка на улице Московской, который получил официальное название сквер Шевченко.
Участники торжественной церемонии открытия отметили большую значимость «человека, который жил Украиной и для Украины. Духовность нации, её возрождение и становление неразрывно связаны с гармонизацией наших отношений в многонациональном Крыму». Также были выражены слова благодарности всем, кто принимал активное участие в создании памятника и отмечена символичность установления монумента именно в Ялте, «городе, который посещают ежегодно десятки тысяч людей из различных стран мира», которые уважают и почитают украинскую культуру.